# Нова Миколаївка (Дубенський район)
Нова́ Микола́ївка — село в Україні, у Смизькій селищній громаді Дубенського районіу Рівненської області. Населення становить 83 особи.

## Географія
Село розташоване на правому березі річки Людомирки.

## Історія
7 (20) листопада 1917 року, відповідно до Третього Універсалу Української Центральної Ради, увійшло до складу Української Народної Республіки.
28 листопада 1947 року в бою з солдатами ВВ МГБ загинув підрайонний провідник ОУН Гудзикевич Олексій (псевд. «Пшеничний, Кам'яний»).
12 червня 2020 року, відповідно до розпорядження Кабінету Міністрів України № 722-р від «Про визначення адміністративних центрів та затвердження територій територіальних громад Рівненської області», увійшло до складу Смизької селищної громади.
19 липня 2020 року, в результаті адміністративно-територіальної реформи та ліквідації  Дубенського (1939—2020) району, село увійшло до складу новоутвореного Дубенського району.